# Santiago Chilixtlahuaca
La Agencia Municipal de Santiago Chilixtlahuaca está situada en el municipio de Huajuapan de León del Estado de Oaxaca.
Tiene una población de 1040 habitantes. Santiago Chilixtlahuaca se encuentra localizada 1675 metros de altitud.
En la localidad hay 488 hombres y 552 mujeres. El ratio mujeres/hombres es de 1,131, y el índice de fecundidad es de 3,63 hijos por mujer. Del total de la población, el 6,25% proviene de fuera del Estado de Oaxaca. El 10,67% de la población es analfabeta (el 6,15% de los hombres y el 14,67% de las mujeres). El grado de escolaridad es del 5.34 (5.53 en hombres y 5.17 en mujeres).
El 2,60% de la población es indígena, y el 0,58% de los habitantes habla una lengua indígena. El 0,00% de la población habla una lengua indígena y no habla español.
El 30,58% de la población mayor de 12 años está ocupada laboralmente (el 48,77% de los hombres y el 14,49% de las mujeres).